# Anthaxia sponsa
Anthaxia sponsa ist ein Käfer aus der Familie der Prachtkäfer. Die artenreiche Gattung Anthaxia ist in Europa mit vier Untergattungen vertreten. Anthaxia sponsa wird zur Untergattung Cratomera gerechnet, die in Europa durch sieben Arten repräsentiert wird. Anthaxia sponsa gehört zu den Arten, bei denen Männchen und Weibchen verschieden gefärbt sind. Die bunte Art ist in Südosteuropa und in der Ostpaläarktis verbreitet.

## Bemerkung zum Namen
| |                             |
| Abb. 1: Verschiedene Ansichten, oben links Männchen, oben rechts Pärchen, unten links Weibchen von unten, rechts Weib- chen seitlich |                             |
| |                             |
| Abb. 2: Beidseitig gesägter Fühler (die beiden Basisglieder teilweise verdeckt)                                                      |                             |
| |                             |
| Abb. 3: Ausschnitt Skulptur Halsschild links: außen hinten, rechts: Mitte                                                            | Abb. 4: Behaarung der Stirn |

Anthaxia sponsa wurde von Kiesenwetter selbst mehrfach in der Umgebung von Athen gefangen und 1857 unter dem noch heute gültigen Namen erstmals beschrieben. Der Artname sponsa ist im Zusammenhang mit dem Artnamen nupta zu sehen. Diesen Namen gibt Kiesenwetter der Anthaxiaart, die er direkt hinter Anthaxia sponsa beschreibt. Die Erstbeschreibung der zweiten Art ist im Wesentlichen ein Vergleich mit Anthaxia sponsa. Sponsa (lat.) bedeutet 'Geliebte', 'Verlobte', 'Braut' und nupta (lat.) 'Braut', 'Frau' – und Kiesenwetter erklärt zur 2. Art, sie sei sehr ähnlich zu Antahxia sponsa, aber der Käfer ist weniger schön gefärbt, die Sculptur viel weniger stark ausgesprochen und im Gegensatz zu jener Art, wie abgerieben, oder abgeschliffen.
Der Name der Untergattung Cratomērus ist von altgriechisch κρατός krátos, deutsch ‚Kraft‘ und μηρός merós, deutsch ‚Schenkel‘ abgeleitet und bezieht sich auf die verdickten Hinterschenkel der Männchen. Dieses Merkmal ist bei Anthaxia sponsa jedoch nicht auffallend ausgebildet.
Die Fauna Europaea führt  zu Anthaxia sponsa drei Synonyme an:
- Anthaxia divina Reiche, 1850
- Anthaxia adaliae Ganglbauer, 1885
- Anthaxia marseuli Obenberger, 1930

Die erste Angabe ist nicht korrekt. Anthaxia divina wird 1865 (nicht 1850) von Reiche & de Saulcy (nicht Reiche) als eigene Art beschrieben. Marseul wertet die Art bereits im gleichen Jahr als Synonym zu Anthaxia nupta. Reiche widerspricht 1866 und vertritt die Meinung, wenn Anthaxia divina keine eigene Art sei, dann gehöre sie zu Anthaxia diadema, aber keinesfalls zu Anthaxia nupta. Obenberger sieht 1933 in seiner Bearbeitung der Gattung Anthaxia A. divina als Variante von A. diadema. Im Katalog von Löbl & Löbl wird 2016 Anthaxia divina von einem Synonym zu Anthaxia sponsa zu einem Synonym von Anthaxia diadema diadema geändert.

Ganglbauer gibt 1885 einer Farbvariante von Anthaxia sponsa – Weibchen den Namen Adaliae.

Marseul beschreibt 1865 zu Anthaxia sponsa eine blaue Farbvariante, die er cyanescens nennt. Da dieser Name jedoch bereits für eine andere Anthaxia vergeben ist, benennt Obenberger diese Farbvariante in Anthaxia marseuli um.
Kiesenwetter selbst bemerkt unter 'Nachträge, Zusätze und Berichtigungen', dass Anthaxia sponsa zu ersetzen ist durch Anthaxia anatolica, weil die Art bereits 1837 von Chevrolat mit dem Artnamen anatolica beschrieben wurde. Deswegen werden die beiden Namen zeitweise als Synonyme geführt. Ganglbauer jedoch stellt 1882 fest, dass A. anatolica nicht zu A. sponsa synonym ist.

## Merkmale des Käfers
Die Länge des Käfers variiert von 6,5 bis 9,5 Millimeter. Das Männchen ist oberseits und unterseits metallisch grün mit zwei schwarzen bis schwarzblauen Längsstreifen auf dem Halsschild. Bei den Weibchen sind die Flügeldecken ebenfalls grün, der Halsschild dagegen rotgold mit schwarzen bis blauen Längsstreifen, die Unterseite purpurgolden. Die Färbung der Weibchen variiert stark. Bei der Farbvariante adaliae ist die Färbung der Weibchen wie die der Männchen grün. Die Behaarung ist außer auf der Stirn unscheinbar.
Der Kopf wird nahezu senkrecht zur Körperachse nach unten getragen. Er ist etwas in den Halsschild zurückgezogen. Die Stirn ist deutlich hell behaart (Abb. 4). Die elfgliedrigen Fühler sind einfarbig metallisch blau, grün oder schwarz, nicht auffallend verbreitert und mit Ausnahme der Basisglieder nach beiden Seiten gezähnt (Abb. 2). Sie sind so lang wie der Halsschild. Die Augen sind groß und wenig gewölbt.
Am Halsschild erkennt man zur Seite hin deutliche Maschen mit Porenpunkten (Abb. 3 links), zur Mitte hin wird der Halsschild grob querrunzlig mit ineinander fließenden Quermaschen. Zwischen den Runzeln sind die Nabelpunkte als Körnchen sichtbar (Abb. 3 rechts). Der Halsschild ist weniger stark gerundet als bei A. nupta, in der hinteren Hälfte verlaufen die Seiten des Halsschilds annähernd parallel zueinander, zu den Vorderwinkeln hin verengt sich der Halsschild auf Kopfbreite.
Das Schildchen ist herzförmig und schwarz bis schwarzblau.
Die Flügeldecken sind zusammen gleich breit wie die Halsschildbasis und drei mal so lang wie diese. Sie sind rau runzelig punktiert. Sie sind flacher und nach hinten stärker verjüngt als bei A. nupta. Die Naht ist oft auffällig schwärzlich getrübt. Über den Hinterschenkeln sind die Flügeldecken etwas verschmälert und fein gerandet. Im letzten Drittel verschmälern sie sich geradlinig und sind am Rand fein gezähnt. Sie enden einzeln abgerundet.
Die Außenseiten der Vorderschenkel tragen einen kleinen Spiegelfleck. Die Hinterschenkel sind auch beim Männchen nicht wie der Name der Untergattung vermuten lässt, deutlich verdickt. Die Tarsen sind wie bei allen Prachtkäfern alle fünfgliedrig.
Das letzte Hinterleibssternit des Weibchens ist nicht wie bei A. cynicornis am Ende ausgeschnitten, sondern konvex abgerundet.

## Biologie
Über die Biologie der Käferart ist sehr wenig bekannt. Man findet die Käfer auf Blüten. Der Käfer ist polyphag. In Bulgarien wurde er auf Hundskamillen und Achillea coarctata gefunden. Die Funde aus Griechenland liegen zwischen Mitte April und Anfang August.
Bei einer Versuchsreihe über den Einfluss der Farbe von Fallen wurden die Käfer in beiden getesteten Höhen (am Boden und in einer Höhe von 1,20 m – 1,50 m) gefangen, aber nur in weißen und gelben Fallen bei einer Auswahl von sieben Farben. (Das Ergebnis hat jedoch wenig Aussagekraft, da nur 5 Käfer der Art gefangen wurden).
Anzahl und Form der Chromosomen von Anthaxia sponsa sind bekannt, die Chromosomenzahl ist 2n = 16.

## Verbreitung
Die Art ist pontomediterran verbreitet. Sie ist aus Bulgarien, Rumänien, Nordmazedonien, Griechenland, der Türkei, Israel, dem Libanon, Syrien, Jordanien, Turkmenistan, dem Südkaukasus und neuerdings auch aus dem Iran gemeldet.